# 알제리 U-15 축구 국가대표팀
알제리 U-15 축구 국가대표팀(아랍어:  تحت 15 سنة لكرة القدم منتخب الجزائر
)은 알제리를 대표하는 15세 이하의 축구 국가대표팀으로, 알제리의 축구 관리 기관인 알제리 축구 연맹의 관리를 받는다. 해당 대표팀은 UNAF U-15 토너먼트와 같은 대회 준비를 위해 주로 소집된다